# Giuseppina Modena
Giuseppina Modena (Broni, 1903 – Broni, 27 ottobre 1988) è stata una partigiana italiana detta Mamma Togni.

## Biografia
Durante la Seconda guerra mondiale offrì ospitalità e assistenza ai giovani renitenti alla leva indirizzandoli nelle boscaglie del Po dove il figlio, Lorenzo Togni Enzo, cominciò a radunare uomini per formare una delle prime brigate partigiane della zona. 
Il primo settembre 1944 da Broni salì al Molino di Vallescuropasso e in seguito a Zavattarello per prestare aiuto come infermiera.
Il 9 aprile 1972, a Montù Berchielli, durante un comizio della campagna elettorale per le elezioni politiche del 1972, Giuseppina Modena interruppe un comizio del deputato missino Franco Servello, colpendolo col bastone da passeggio: per questo la donna venne tratta in arresto insieme ad altre otto persone (tra cui Rinaldo Nalli e Luigi Pastorelli, rispettivamente consiglieri comunali del PSI e del PCI) e processata, ma alla fine venne assolta nel 1976.

## Mamma Togni
Dario Fo e Franca Rame le dedicarono un monologo teatrale, Mamma Togni, andato in scena per la prima volta nel 1973.